# Indol-3-essigsäure
Indol-3-essigsäure (IES oder IAA, von englisch indole-3-acetic acid) ist ein in Pflanzen natürlich vorkommendes Phytohormon aus der Gruppe der Auxine. Es wird überwiegend in den Primärmeristemen der Pflanzen gebildet und dann aktiv zu den Wirkorten transportiert. Mit IAA wurden die ersten Bioassays mit Phytohormonen durchgeführt.

## Biologische Wirkung
Die lichtempfindliche Indol-3-essigsäure wirkt schon in kleinsten Mengen stimulierend auf das Wachstum von Pflanzen und deren Wurzeln. So reagiert die Maiswurzel noch auf eine Konzentration von 10−12 g·l−1. Bei einer zu hohen Konzentration von Indol-3-essigsäure wird die Synthese von Abscisinsäure gefördert, einem Stress-„Hormon“, welches sich beispielsweise negativ auf das Längenwachstum der Wurzeln auswirkt.

## Verwendung
Indol-3-essigsäure ist Bestandteil zahlreicher Präparate (z. B.: Düngerlösungen, Boostern), die das Pflanzen- und Wurzelwachstum steuern. Oft werden neben anderen Auxinen auch die billiger herzustellende synthetische 1-Naphthylessigsäure (NAA, engl. für 1-Naphthylacetic acid) oder andere Strukturanaloga verwendet.
Chemisch abgewandelte Derivate werden in hohen Dosen teils als Herbizide aufgrund der wachstumshemmenden Wirkung bei höheren Konzentrationen angewendet.

## Nachweis
Indol-3-essigsäure kann mittels Salkowski-Reagenz nachgewiesen werden.
Die zuverlässige qualitative und quantitative Bestimmung in Harnproben gelingt durch Einsatz der lipophilen Gelchromatographie an Sephadex LH 20 und anschließender Gaschromatographie der Trimethylsilylderivate.